# ルフトハンザ・イタリア

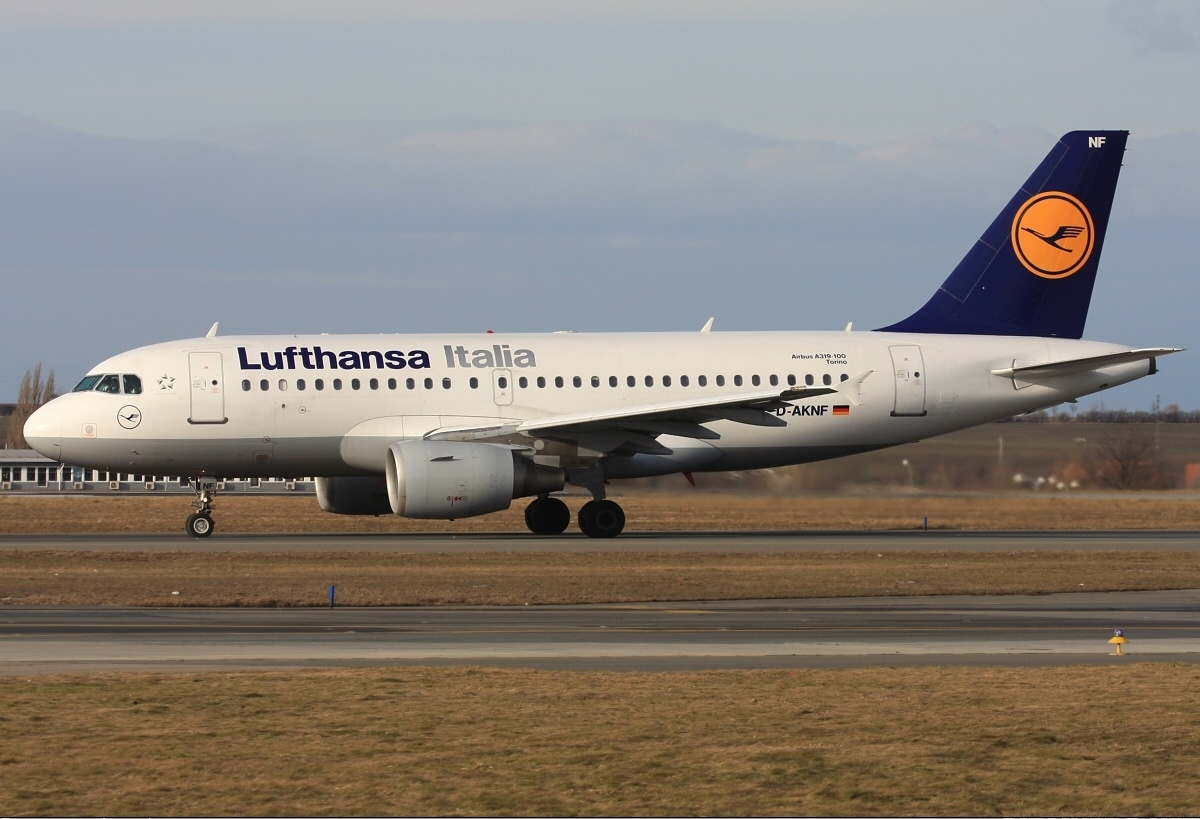
ルフトハンザ・イタリアのA319

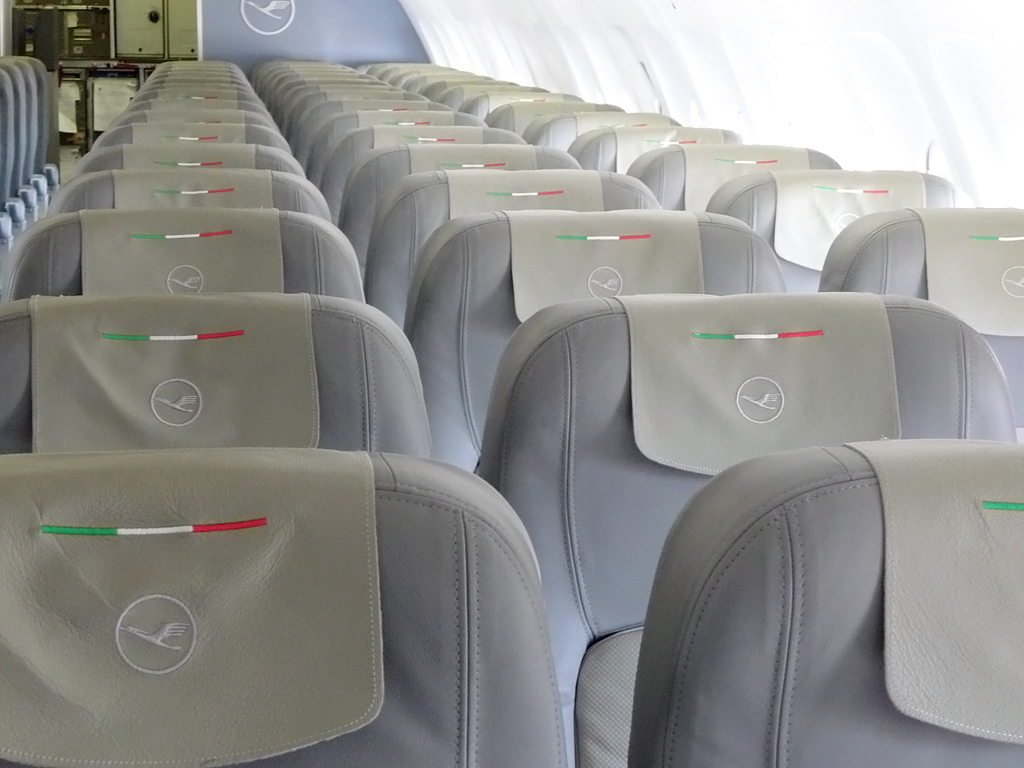
A319の機内

ルフトハンザ・イタリア(Lufthansa Italia S.p.A)はドイツの航空会社ルフトハンザドイツ航空
が設立したイタリアで事業認可を受けミラノを拠点とするルフトハンザグループの航空会社である。
運航は2009年2月2日よりミラノからバルセロナ、パリそれぞれの路線で6機体制で開始した。現在はエアバスA320が自社8機とBMIからウェット・リースの1機、自社のエアバスA3191機の10機体制で運航されている。

## 沿革
ルフトハンザは2008年4月28日に6機のエンブラエル195によってミラノ・マルペンサ国際空港を拠点にヨーロッパ域内での運航計画を発表したが、その時はルフトハンザのイタリアでの地域航空会社であるエア・ドロミティが運航することで計画されていた。ルフトハンザはミラノの空港運営者であるSEAと了解覚書を締結し、2008年9月11日にエア・ドロミティによって運航される最初の8つの就航地を明らかにした。この時、より大きな機材であるエアバスA319の使用が計画された。ルフトハンザはミラノで150の新たな職を創出させるつもりであると発表している。2008年9月14日に新しい便の最初の予約が可能となった。しかしながら、当初予定していたエア・ドロミティによる運航の代わりにルフトハンザ・イタリアを設立し運航を開始すると発表した。

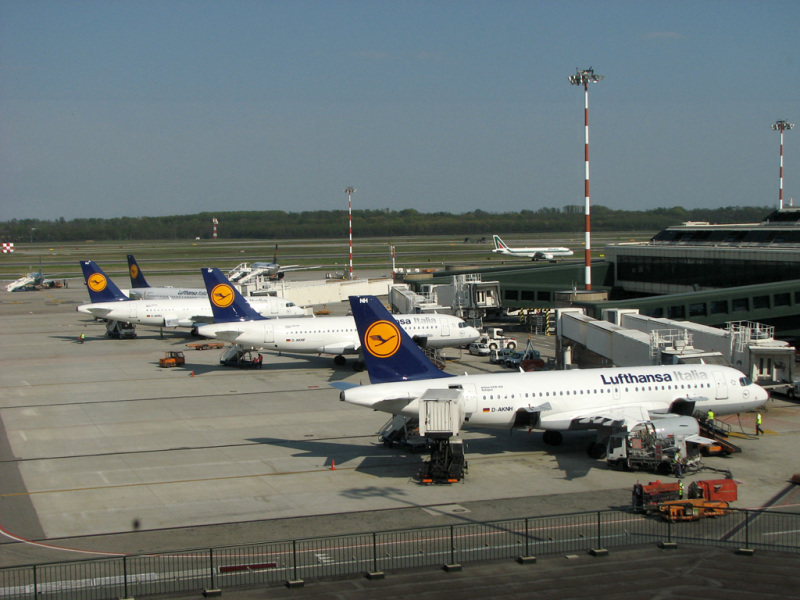
マルペンサ国際空港に駐機中のルフトハンザ・イタリアのA319

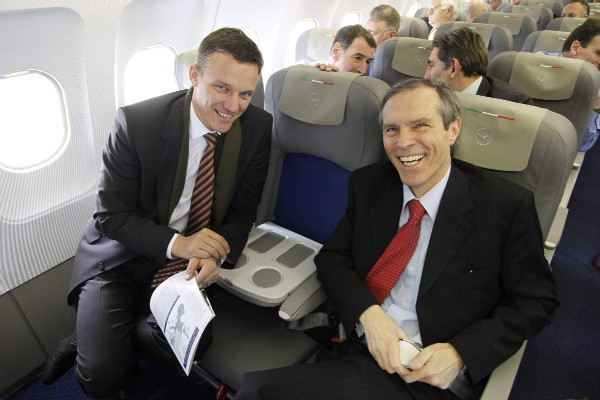
機内

2011年5月23日、ルフトハンザ航空は当社による運航を同年10月29日限りで終了し、以後の運航はルフトハンザドイツ航空とエア・ドロミティが継承すると発表した。

## 就航都市
- ベルギー
  - ブリュッセル (ブリュッセル国際空港)
- フランス
  - パリ (シャルル・ド・ゴール国際空港)
- ハンガリー
  - ブダペスト (フェレンツ・リスト国際空港)
- イタリア
  - ミラノ (マルペンサ国際空港) ハブ空港
  - バーリ (バーリ国際空港)
  - ナポリ (ナポリ・カポディキーノ国際空港)
  - ローマ (フィウミチーノ空港)
  - オルビア　(オルビア空港)※季節運航
- ポーランド
  - ワルシャワ (ワルシャワ・フレデリック・ショパン空港)
- ポルトガル
  - リスボン (ポルテラ空港)
- ルーマニア
  - ブカレスト (アンリ・コアンダ国際空港)
- スペイン
  - バルセロナ (バルセロナ・エル・プラット国際空港)
  - マドリード (バラハス国際空港)
  - イビサ島　(イビサ空港)※季節運航 5月22日より
- スウェーデン
  - ストックホルム (ストックホルム・アーランダ空港)
- イギリス
  - ロンドン (ロンドン・ヒースロー空港)